# イブン・サイード・マグリビー
イブン・サイード・マグリビー（アラビア語: علي بن موسى المغربي بن سعيد1213年 - 1286年） 、アンダルス出身の歴史学者、地理学者。
1213年、グラナダ近郊に生まれ、セビリャに学んだ。1241年、マッカ巡礼に旅立ちアレクサンドリア、カイロに滞在し、家族代々の営みであったマグリブとアンダルスの歴史書『美しきマグリブの書』（کتاب المغرب في حلا المغرب Kitāb al-Mughrib fī ḥulā'l-Maghrib）によって名声を博した。
1249年、カイロを立ってシリア、イラクを周遊、さらにマッカへ二回目の巡礼を果たしている。この旅は『美しきマグリブの書』と対となる『美しきマシュリクの書』（マグリブが西方を指すのに対しマシュリクは東方を指す）のためと思われるが、こちらは現在ほとんど散逸してしまっている。その後1254/5年にチュニスに到着、ハフス朝の君主・ムスタンスィルに仕えた。1267年、再び東方へ出発し、イランまで巡遊している。1276年ころチュニスに戻り、1286年同地に没した。